# 콜호스

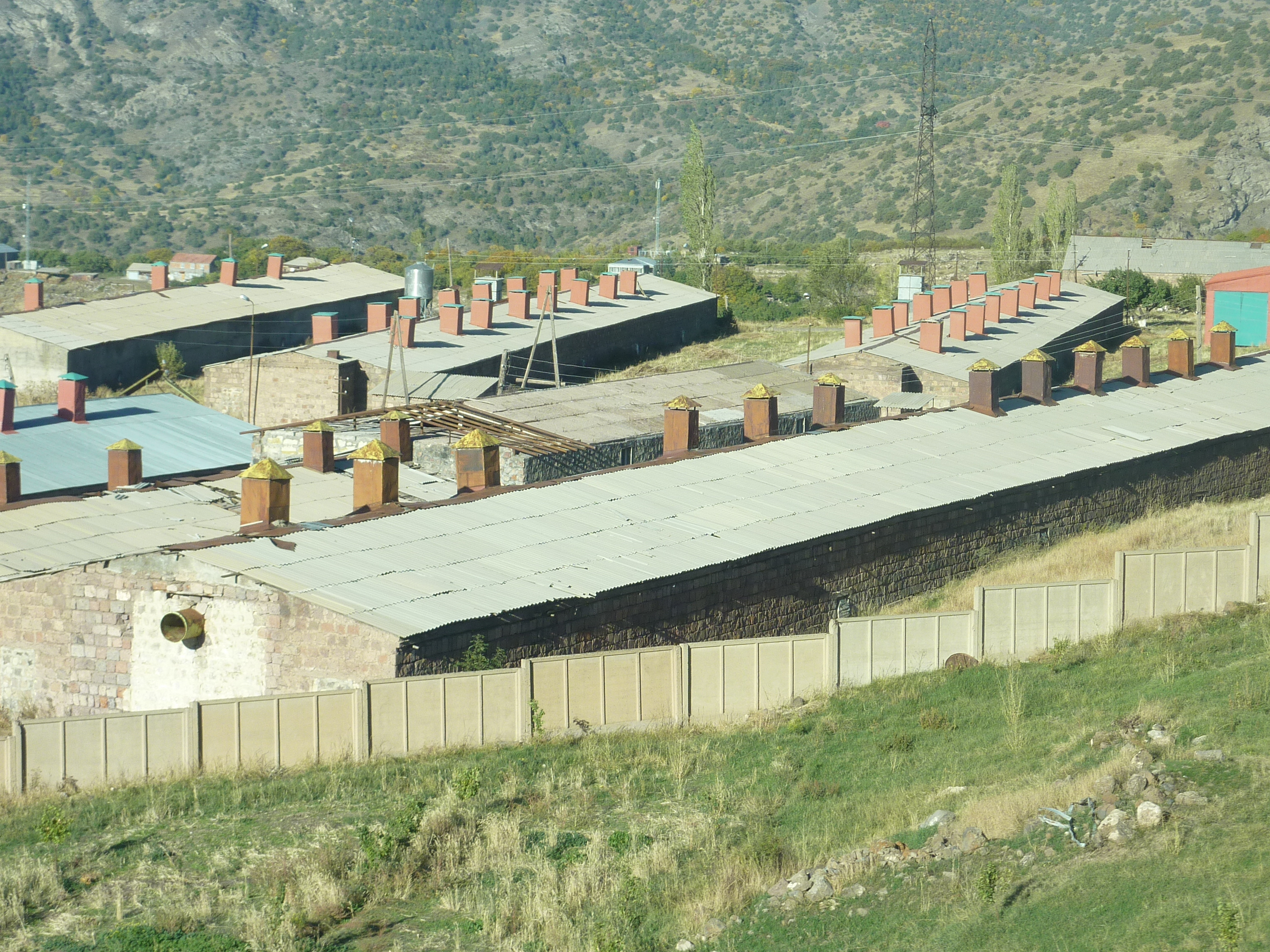

콜호스(러시아어: колхо́з)는 소련의 집단농장 체계이다. 국영농장인 솝호스와는 달리 반관반민 농장 형식을 띠고 있다. 콜호스는 콜렉티브노예 호자이스트보(коллективное хозяйство)의 러시아어 약칭으로서 '공동 경영', '집단 농장'이라는 뜻이다. 농업 콜호스 이외에 어업 콜호스, 임업 콜호스가 있다.
1917년 10월 혁명을 계기로 신분제, 노예제, 소작제 등이 폐지되면서 소련에서는 극심한 식량 부족 현상이 일어났다. 1928년 소련 정부가 발표한 이오시프 스탈린의 제1차 5개년 계획에 따른 농업의 집단화 정책을 계기로 도입되면서 소련 전국에서 콜호스가 조직되었다. 개인이 토지를 소유한 부농은 의무화가 되어 있지 않았지만 자발적 노동이라는 명목으로 참여했다. 1930년대 초반에는 급속한 집단화 정책에 반대하는 소요 사태가 일어나면서 여러 농민들이 체포되었다. 이를 계기로 콜호스는 개척지 등에 설립된 솝호스와 함께 소련의 농업의 기본 구조를 형성했다.
콜호스는 국유지를 무료로 사용하고 경작을 실시하는 형식을 띠었으며 이에 따라 부농을 의미하는 쿨라크가 일소되었다. 농기구나 가축 등은 집단화하였으며 생산물은 국가에 매각되었다. 각 개인의 주택에 부속된 소규모 농지에서 채소의 재배, 가축의 사육이 가능했고 개인이 생산한 생산물은 자유롭게 판매해도 되었다. 생산력 향상이 농민의 수입 증가에 직접 연결되는 이 자류지 재배는 국영농장보다 높은 효율성을 나타내서 취약한 소련 농업에 도움이 되었다.
1960년대 이후에 소련에서 공업화와 유통의 비효율성으로 인해 식량을 자급할 수 없는 현상이 일어나면서 콜호스는 생산성 향상에 문제점을 드러냈다. 1985년 미하일 고르바초프의 페레스트로이카 정책을 계기로 소련 각지의 콜호스에 독립채산권이 실시되면서 혼합 경제의 요소가 도입되었다. 1991년 소련의 붕괴를 계기로 독립한 구 소련 국가에서는 콜호스가 자발적으로 해체되었다.

## 같이 보기
- 인민공사